# Bairro Cristão

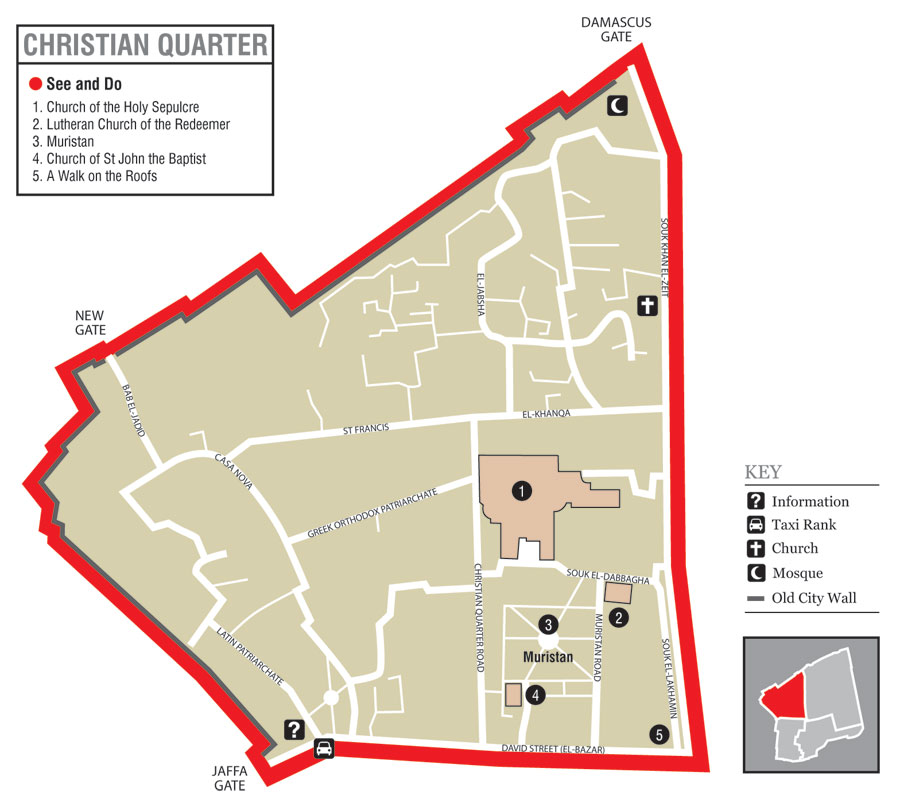
Mapa do Quarteirão Cristão

O Bairro Cristão é um dos quatro quarteirões da antiga cidade murada de Jerusalém, os outros três são o Bairro Judeu, o Bairro Muçulmano e o Bairro Armênio. O Bairro Cristão é situado no canto nordeste da Cidade Antiga, estendendo-se do Portão Novo ao norte, passa pela parede ao oeste Cidade Antiga tão distante quanto o Portão de Jafa, ao longo da rota do Muro das Lamentações no Portão de Jafa ao sul, fazendo limite com os bairros judaico e armênio, percorrendo pelo Portão de Damasco ao leste, onde faz fronteira com o Bairro Muçulmano. O bairro contém o Santo Sepulcro, um dos lugares mais sagrados do cristianismo. O Bairro Cristão contém por volta de 40 lugares sagrados do cristianismo.[carece de fontes?]

## Precedente histórico

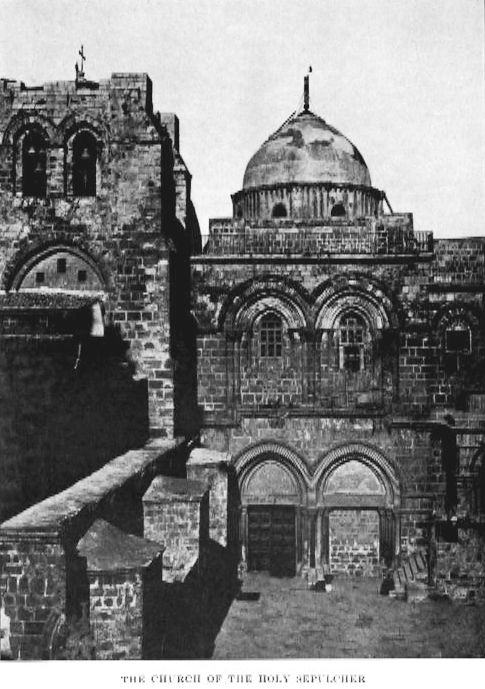
Igreja do Santo Sepulcro (1885). Além de alguns trabalhos de restauração, parece essencialmente a mesma hoje

Durante o século XI, quando Jerusalém ainda se encontrava sob o domínio muçulmano do Império Fatímida, o Califa Ali az-Zahir, interessado particularmente pela cidade, recomendou ao governo local que fossem reconstruídos, entre outros edifícios, a muralha e o complexo do Santo Sepulcro, previamente destruídos por seu pai, Al-Hakim. Exigiu-se, então, para os fins ordenados pelo Califa, que os cristãos colaborassem tributariamente com a reedificação de parcela da muralha. Eles, contudo, não tinham condições econômicas de fazê-lo, razão pela qual tiveram de recorrer ao imperador de Bizâncio, Constantino IX, que, negociando com az-Zahir, aceitou a obrigação de pagar pela dívida, com a condição de que apenas cristãos pudessem residir na área protegida mediante o emprego de seus recursos. Nasceu, assim, por intermédio bizantino, o primeiro bairro legalmente cristão da Cidade Santa.